# Иняц, Ненад
Не́над Пре́драгович И́няц (серб. Ненад Ињац / Nenad Injac; 4 сентября 1985, Белград) — сербский футболист, нападающий.

## Карьера
В 2008 году выступал за клуб российской премьер-лиги — пермский «Амкар». В клуб игрок пришёл в начале года вместе с главным тренером Миодрагом Божовичем, под руководством которого играл за сербский клуб «Борац» (Чачак). В сезоне 2008 Иняц сыграл в 14 матчах чемпионата России и в двух матчах Кубка России (в том числе в финале Кубка 2007/08 против ЦСКА). Во всех играх он выходил на замену на последние 15—20 минут, тем не менее сумел дважды отличиться, в том числе, сравняв счёт на последней минуте в гостевом матче против московского «Спартака» в 4-м туре.
В начале 2009 года Иняц перешёл в состав клуба «Волга» из города Нижний Новгород, дебютировавшего в первом дивизионе России.
В начале 2010 года Иняц вернулся в Сербию, где продолжил свою карьеру в составе столичного ОФК, занявшего по итогам сезона 2008/09 11 место в сербской Суперлиге.